# LEW EL 11
Die Baureihe EL 11 des VEB LEW Hennigsdorf bezeichnet eine Elektrolokomotive, die von 1953 bis 1965 in 54 Exemplaren gebaut wurde. Exportiert wurde davon nur eine Lok nach Rumänien.

## Entwicklung
Die EL 11 war die kleinste Oberleitungslok des LEW und ein Nischenprodukt. Entwickelt wurde sie speziell für den Untertagebetrieb in Gruben mit kleinen Streckenprofilen. Abnehmer waren vor allem die Eisenerzgruben, Kupfergruben und Steinkohlenwerke. Mit der Einstellung der Förderung in diesen Gruben wurde die Lok überflüssig.
Eingesetzt wurde sie in Stück:
- Mansfeld
  - 6 Mansfeld Kombinat Eisleben
  - 6 VEB Kupferbergbau Otto Brosowski
  - 4 Mansfeld Hüttenkombinat Wilhelm Piek
  - 2 Karl Liebknecht Hütte Eisleben
- Eisenerzbergbau
  - 6 VEB Harzer Eisengruben Abteilung Büchenberg
  - 3 VEB Harzer Eisengruben Abteilung Hüttenrode
  - 2 VEB Eisenerzgruben Saalfeld
  - 1 VEB Eisenerzgrube Wittmansgereuth
  - 1 VEB Schwefelkiesgrube Elbingerode
- Steinkohle
  - 4 VEB Steinkohlenwerk Karl Marx Zwickau
  - 5 VEB Steinkohlenwerk Plötz
- Salzbergbau
  - 1 Kali- und Steinsalzwerk Bartensleben
- Steine- und Erdenbetriebe
  - 7 VEB Sand- u. Tonwerke Walbeck
  - 4 VEB Kemmlitzer Kaolinwerke
  - 1 VEB Vereinigte Hartsteinwerke Hohnstädt-Grimma

Erhalten blieben zwei Exemplare in stark umgebautem Zustand.

## Konstruktive Merkmale

### Mechanik
Der Rahmen der Lok bestand aus geschweißtem Grobblech. Die Abstützung des Rahmens erfolgte über Blattfedern. Die Loks wurden in verschiedenen Spurweiten gefertigt. Bisher sind Exemplare mit 500 mm und 600 mm Spurweite bekannt. Die Lok besitzt eine Endführerstand. Zur elektrischen Widerstandsbremse verfügte sie über eine Handspindelbremse als Feststellbremse. Der Stromabnehmer war am Führerhausdach befestigt. Die Fahrdrahthöhe betrug 2000–2500 mm, in Ausnahmefällen bis 1600 mm. Für den Übertageeinsatz wurde das Fahrerhaus erhöht und der Stromabnehmer auf einem Gestell auf dem Vorderteil der Lok befestigt.

### Elektrik
Angetrieben wurde jede Achse mit einem Tatzlagerfahrmotor. Mit dem Nockenfahrschalter können über eine Widerstandssteuerung für die Gleichstrom-Reihenschlussmotoren 9 Reihenfahrstufen, 5 Parallelfahrstufen, sowie 9 Bremsstufen gewählt werden.